# بيلا بالاش
بيلا بالاش (بالمجرية: Balázs Béla) (من 4 أغسطس 1884 في سيغيدين- 17 مايو 1949 في بودابست) ناقد سينمائي، متخصص في علم الجمال، أديب، كاتب سيناريو، كاتب نصوص أوبرالية، مخرج سينمائي وشاعر من هنغاريا.

## حياته وأعماله
نشأ بالاش كابن لأحد أساتذة الثانوية في سيغيدين وفي ليفوتشا (في سلوفاكيا)، ودرس في بودابست، برلين وباريس وبدأ حياته المهنية ككاتب هنغاري للدراما، الشعر الغنائي، الحكايات الخرافية والرواية القصيرة.
إضافة إلى ذلك قام بكتابة نص أوبرالي لباليه «الأمير الخشبي» ولأوبرا «قلعة الدوق بلوبيرد» والتي تم تلحينها من قبل بالاش نفسه، إضافة إلى سلسلة الحكايات الخرافية التي حملت عنوان «معطف الأحلام». من أصدقائه نذكر الفيلسوف جورج لوكاش.
في عام 1919م هرب بالاش كما الكثيرين من الهنغاريين إلى فيينا بعد انهيار الجمهورية السوفيتيية المجرية حيث حاول هناك توطيد نفسه ككاتب للدراما والحكايات الخرافية. الصدفة هي التي جعلته بلتقي بهذا المنتج الجديد الذي يسمى «الفيلم»، وبدأ الكتابة كناقد سينمائي لصحيفة دير تاغ (اليوم) وصنع لنفسه اسماً ككاتب للسيناريو. أسس في عمله الأول الصادر في فيينا في العام 1924 بعنوان «الشخص المرئي» نظرية السينما المعاصرة، والتي يختلط فيها الدافع الرومانسي في التوق إلى التغلب على الاغتراب في الثقافة البصرية مع الآمال السياسية في وسيلة شعبية للتنوير.
في عام 1926م انتقل بالاش إلى برلين والتي فيها أصدر كتابه الثاني في نظرية السينما روح السينما في العام 1930م. عمل أيضاً في ذات الوقت ككاتب سيناريو (على سبيل المثال من أجل إعداد فيلم أوبرا الثلاث بنسات من إخراج غيورغ فيلهلم بابست) وهو العمل الذي أدى لاحقاً إلى نشوب خلاف حاد مع صاحب النص الأصلي الأديب الألماني برتولت بريشت. في العام 1931 قام بكتابة سيناريو للممثلة الألمانية ليني ريفنشتال خلال تجربتها الإخراجية الأولى في فيلم الضوء الأزرق، وخلال المراحل الأخيرة من إنجاز الفيلم الذي شارك أيضاً في إخراجه دُعي للذهاب إلى موسكو من أجل تصوير فيلم عن «الثورة السوفيتية» في هنغاريا. نظراً لكونه يهوديا وشيوعيا فقد كان من المستحيل له العودة إلى ألمانيا في العام 1933م، ولهذا السبب مكث في موسكو. عاد في العام 1945 إلى بودابست واستطاع من إنجاز فيلمه الشهير «مكان ما في أوروبا» في العام 1947، وفي ذات العام صدرت رواية السيرة الذاتية الخاصة به «شباب الحالم».
حصل في العام 1949م على أرفع جائزة في المجر وهي جائزة كوسوث، وفي العام 1958م سُميت حملت جائزة اسمه لإنجازاته في فن السينما، كما يحمل استديو السينما الفنية في بودابست اسمه أيضاً.

## روابط خارجية
- بيلا بالاش على موقع IMDb (الإنجليزية)
- بيلا بالاش على موقع الموسوعة البريطانية (الإنجليزية)
- بيلا بالاش على موقع روتن توميتوز (الإنجليزية)
- بيلا بالاش على موقع ألو سيني (الفرنسية)
- بيلا بالاش على موقع ميوزك برينز (الإنجليزية)
- بيلا بالاش على موقع أول موفي (الإنجليزية)
- بيلا بالاش على موقع قاعدة بيانات الأفلام السويدية (السويدية)
- بيلا بالاش على موقع قاعدة بيانات الفيلم (الإنجليزية)
- بيلا بالاش على موقع كينوبويسك (الروسية)